# Монріше (Во)
Монріше (фр. Montricher) — громада  в Швейцарії в кантоні Во, округ Морж.

## Географія
Громада розташована на відстані близько 95 км на південний захід від Берна, 21 км на захід від Лозанни.
Монріше має площу 26 км², з яких на 3% дозволяється будівництво (житлове та будівництво доріг), 38,7% використовуються в сільськогосподарських цілях, 57,4% зайнято лісами, 0,8% не є продуктивними (річки, льодовики або гори).

## Демографія
2019 року в громаді мешкало 966 осіб (+17,2% порівняно з 2010 роком), іноземців було 17,1%. Густота населення становила 37 осіб/км².
За віковим діапазоном населення розподілялося таким чином: 20,2% — особи молодші 20 років, 63,6% — особи у віці 20—64 років, 16,3% — особи у віці 65 років та старші. Було 405 помешкань (у середньому 2,4 особи в помешканні).
Із загальної кількості 282 працюючих 47 було зайнятих в первинному секторі, 68 — в обробній промисловості, 167 — в галузі послуг.